# Néapolis
Néapolis è l'undicesimo album in studio del gruppo musicale britannico Simple Minds, pubblicato il 16 marzo 1998.

## Tracce
1. Song For The Tribes (5.37)
2. Glitterball (4.55)
3. War Babies (5.03)
4. Tears Of A Guy (4.47)
5. Superman Vs. Supersoul (4.47)
6. Lightning (5.34)
7. If I Had Wings (4.42)
8. Killing Andy Warhol (5.15)
9. Androgyny (5.08)
10. Don't You Forget About Me+ [Jam & Spoon Remix] (7.57)
11. Waterfront [Union Jack Remix]+ (7.24)

- (+) bonus tracks nell'edizione giapponese di "Néapolis".

### Edizione Limitata
Néapolis è stato distribuito in una confezione metallica in argento come "Enhanced CD".
Oltre le 9 canzoni dell'album è possibile vedere le interviste fatte a Jim Kerr, Charlie Burchill, Derek Forbes e Mel Gaynor al Guggenheim Museum di Bilbao durante le riprese del video "Glitterball"; l'edizione limitata in Enhanced CD ha inoltre il video di "Glitterball" ed il suo "Making Of".

## Classifiche
| Classifica (1998) | Posizione massima |
| ----------------- | ----------------- |
| Austria           | 15                |
| Belgio (Fiandre)  | 13                |
| Belgio (Vallonia) | 48                |
| Francia           | 26                |
| Germania          | 9                 |
| Italia            | 6                 |
| Norvegia          | 15                |
| Paesi Bassi       | 22                |
| Regno Unito       | 19                |
| Svezia            | 23                |
| Svizzera          | 7                 |